# Jaheem Toombs
Jaheem King Toombs (* 30. Oktober 2001 in Brockton, Massachusetts) ist ein US-amerikanischer Schauspieler. Bekannt wurde er durch die Rolle des Fenwick Frazier in der Nickelodeon-Serie 100 Dinge bis zur Highschool.

## Leben
Jaheem Toombs wurde am 30. Oktober 2001 in Brockton im US-Bundesstaat Massachusetts geboren. Sein Vater Anthony Toombs ist professioneller Musiker und Lehrer, seine Mutter ist ebenfalls Lehrerin. Toombs besuchte die Brockton Christian School, an der er im Alter von vier Jahren die ersten Gesangsauftritte hatte. Im gleichen Alter begann er, in Kirchen, etwa der Greater Love Tabernacle Church in Dorchester, aufzutreten. Seine Familie unterstützte seinen Wunsch, Schauspieler zu werden, indem sie ihn ermunterten, an verschiedenen Castings in Boston und Umgebung teilzunehmen. Er bekam Rollen in Werbespots für ein Möbelhaus und America’s Got Talent. Ein Sieg bei einem internationalen Casting im Jahr 2009 in Boston führte Toombs nach Los Angeles. Dort konnte er erste Kontakte zu Hollywood-Agenten knüpfen, was die Familie schließlich 2010 dazu bewegte, nach Los Angeles umzuziehen. Nach verschiedenen Rollen in Filmen und Fernsehserien erhielt Toombs 2014 eine Hauptrolle in der Nickelodeon-Serie 100 Dinge bis zur Highschool.

## Filmografie (Auswahl)

### Filme
- 2011: Save Me (Kurzfilm)
- 2011: A Better Place (Kurzfilm)
- 2013: Continuing Fred
- 2015: Nickelodeon’s Ho Ho Holiday Special

### Fernsehserien
- 2011: The Cape (Episode 1x04)
- 2011: Mr. Sunshine (Episode 1x12)
- 2012–2014: FTS Kids News (7 Episoden)
- 2014: Gortimer Gibbon – Mein Leben in der Normal Street (Gortimer Gibbon’s Life on Normal Street, Episode 1x06)
- 2014–2016: 100 Dinge bis zur Highschool (100 Things to Do Before High School, 26 Episoden)